# Педея
Педея (ест. Pedejä) — село в Естонії, входить до складу волості Міссо, повіту Вирумаа.